# Lill-Klumptjärnen
Lill-Klumptjärnen är en sjö i Strömsunds kommun i Jämtland och ingår i Ångermanälvens huvudavrinningsområde. Sjön har en area på 0,201 kvadratkilometer och ligger 453,3 meter över havet.

## Delavrinningsområde
Lill-Klumptjärnen ingår i det delavrinningsområde (714557-146505) som SMHI kallar för Utloppet av Lill-Klumptjärn. Medelhöjden är 493 meter över havet och ytan är 0,84 kvadratkilometer. Det finns inga avrinningsområden uppströms utan avrinningsområdet är högsta punkten. Vattendraget som avvattnar avrinningsområdet har biflödesordning 5, vilket innebär att vattnet flödar genom totalt 5 vattendrag innan det når havet efter 268 kilometer. Avrinningsområdet består mestadels av skog (76 procent). Avrinningsområdet har 0,2 kvadratkilometer vattenytor vilket ger det en sjöprocent på 23,8 procent.